# Section d'éclaireurs-skieurs
Ne doit pas être confondu avec GMHM ou Éclaireuses Éclaireurs de France.
Pour les articles homonymes, voir Section et SES.

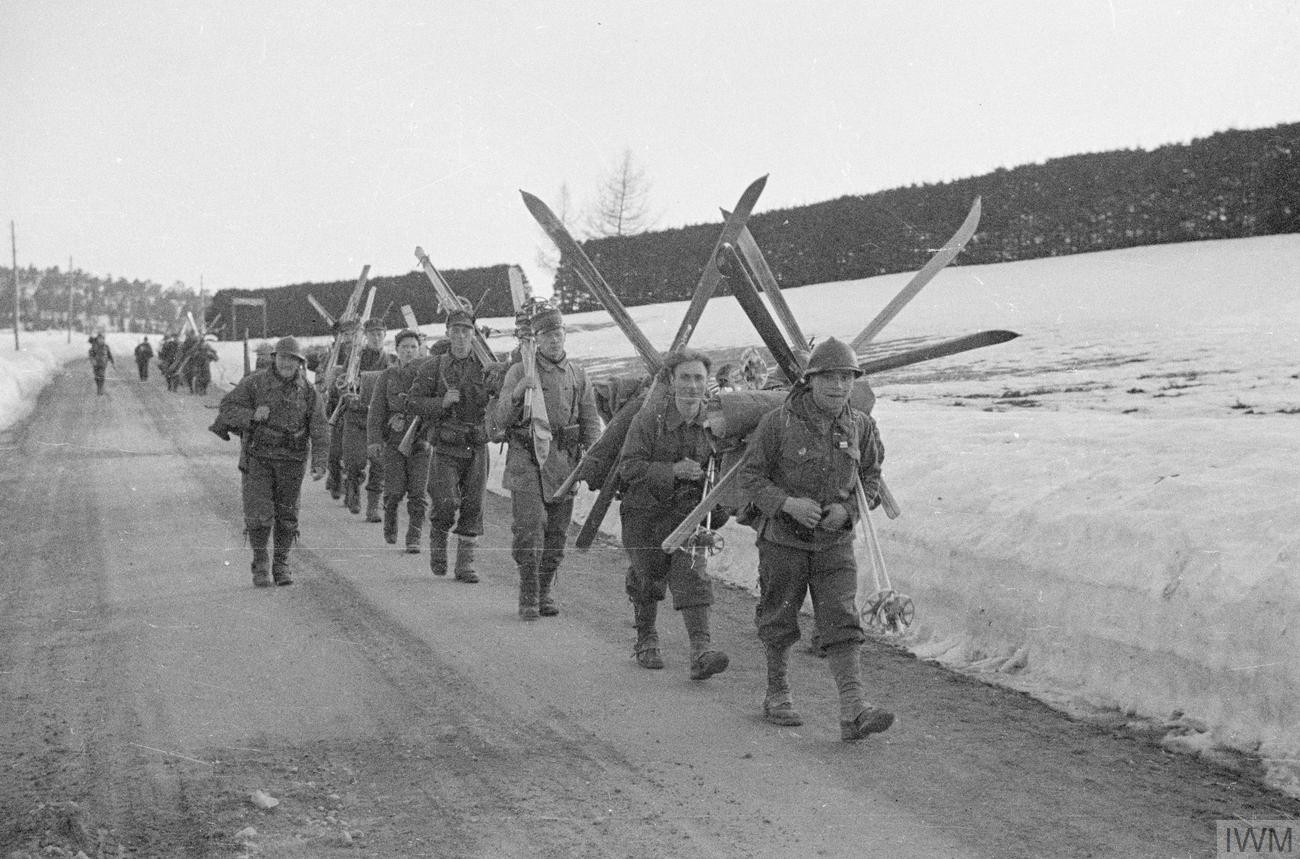
Soldats d'une SES pendant la campagne de Norvège (mai 1940).

Une section d’éclaireurs-skieurs (SES) est un type d'unité française de reconnaissance en montagne, servant au profit des troupes de montagne entre 1931 et 1940.

## Historique
Elles sont créées en 1931. Les cadres sont formés à l'école de montagne de Briançon (créée par le 159e régiment d'infanterie) puis à partir de 1932 à l'école de haute montagne de Chamonix. Les membres des SES participent souvent avant-guerre aux premières compétitions de ski,.
Chaque bataillon d'infanterie en garnison en montagne met sur pied une SES, qu'il s'agisse d'un bataillon de chasseurs alpins, d'un bataillon alpin de forteresse, d'un des bataillons d'un régiment de tirailleurs nord-africains ou d'un des bataillons d'un régiment d'infanterie alpine,,. Avant la mobilisation de 1939, les régiments d'infanterie alpine stationnés dans les Pyrénées (ainsi que le 18e RI) ne forment qu'une seule SES régimentaire. Des SES sont également créées après 1936 à la 3e demi-brigade du Levant (troupes spéciales du Levant),.
Après 1939, le 6e bataillon de chasseurs mitrailleurs, les 20e et 24e bataillons d'infanterie légère, la 13e demi-brigade de Légion étrangère, et les 5e, 7e et 8e bataillons de chasseurs pyrénéens forment des SES, ainsi que les bataillons du 173e RI et de la 363e demi-brigade en garnison en Corse[réf. à confirmer].
En juin 1940, les SES sont au nombre de 99 dans l'armée des Alpes. Lorsque les divisions de première ligne quittent les Alpes fin 1939, elles laissent leurs SES en place. Les SES combattent pendant la bataille de Norvège en mai 1940 et pendant la bataille des Alpes en juin 1940.

## Évolution
L'Armée d'armistice recrée des SES dans ses trois régiments d'infanterie alpine (43e, 153e et 159e) et ses six bataillons de chasseurs alpins (6e, 13e, 20e, 24e, 25e et 27e).
Dans l'Armée française de la Libération puis après 1945, les SES sont remplacées par les sections d'éclaireurs de montagne (SEM) bien que l’appellation SES subsiste en 1944-1945. Leurs compétences ne se limitent plus à leur expertise en déplacement hivernal à ski et s'étendent aussi à leur capacité à évoluer en montagne estivale (alpinisme, équipements de passage, reconnaissance, encadrement des compagnies de combat, etc.). Au sein des bataillons et régiments, les SEM changent de dénomination et deviennent les sections de renseignement (SR) avec une redéfinition de leurs missions à dominante « combat en fond de vallée » avec infiltration et exfiltration « par les hauts ». La montagne devient désormais un terrain d'entraînement, elle n'est plus le théâtre des combats en altitude.

## Organisation
Chaque section regroupe une quarantaine d'hommes, bon tireurs et montagnards. Les tirailleurs affectés aux SES sont souvent des Chaouis de l'Aurès ou des Chleuhs du Haut Atlas, que les Français ont cependant dû entraîner aux dangers de la haute montagne en hiver. L'armement des SES est constitué de mousquetons modèle 1892, de fusils-mitrailleurs modèle 1924/29 et de fusils modèle 1886/93 avec tromblon VB[réf. à confirmer].
Les membres des SES disposent des équipements de haute montagne adéquats, en plus de leur équipement standard,. Les vestes et les skis sont des modèles civils du commerce. Les hommes des SES portent généralement un insigne avec une étoile à cinq branches sur leur uniforme.